# Aranyera caranua
El aranyera caranua (Arachnothera clarae) és un ocell de la família dels nectarínids (Nectariniidae).

## Hàbitat i distribució
Habita boscos i zones de matoll a les terres baixes de les Illes Filipines de Luzon, Samar, Leyte i Mindanao.